# Kauwboy
Kauwboy é um filme de drama neerlandês de 2012 dirigido e escrito por Boudewijn Koole e Jolein Laarman. Foi selecionado como representante dos Países Baixos à edição do Oscar 2013, organizada pela Academia de Artes e Ciências Cinematográficas.

## Elenco
- Rick Lens - Jojo
- Loek Peters - Ronald
- Cahit Ölmez - Deniz
- Susan Radder - Yenthe
- Ricky Koole - July